# Benjamin F. Brägger
Benjamin Frederick Brägger (* 1967) ist ein Schweizer Jurist und Sachbuchautor.

## Lehrtätigkeit
Brägger ist Lehrbeauftragter für Strafvollstreckungs- und Strafvollzugsrecht an der Universität Bern sowie für Pönologie an der Universität Lausanne. In seinen Schriften befasst er sich hauptsächlich mit dem Thema «Sanktionen und Freiheitsentzug in der Schweiz».

## Bücher
- (Hrsg.) Das schweizerische Vollzugslexikon. Von der vorläufigen Festnahme zur bedingten Entlassung, Basel: Helbling und Lichtenhahn Verlag, 2. Auflage 2022, ISBN 978-3-7190-4272-1
- Tafeln zum schweizerischen Freiheitsentzug und Sanktionensystem, Bern: Stämpfli, 2011, ISBN 978-3-7272-8803-6
- Die neue schweizerische Strafprozessordnung (StPO), Bern: Stämpfli, 2010, ISBN 978-3-7272-8756-5
- Einführung in die neuen Bestimmungen des Schweizerischen Strafgesetzbuches zum Sanktionensystem und zum Straf- und Massnahmenvollzug an Erwachsenen, Bern: Stämpfli, 2007, ISBN 978-3-7272-9182-1